# Italienischer Dohlenkrebs
Der Italienische Dohlenkrebs (Austropotamobius fulcisianus) ist eine europäische Flusskrebsart. Seine Heimat ist Italien und die westliche Balkanhalbinsel, weitere Vorkommen, so in Spanien, gehen möglicherweise auf vom Menschen ausgesetzte Tiere zurück, andere gehen aber von einem autochthonen Vorkommen hier aus. Auch sein taxonomischer Status ist umstritten, viele Autoren betrachten ihn als Unterart oder Form des Dohlenkrebses (Austropotamobius pallipes). Heute ist er in seinem gesamten Areal bedroht durch Verschmutzung und Degradation der Gewässer, mehr noch aber durch die Einwirkung vom Menschen ausgesetzter und eingebürgerter nordamerikanischer Flusskrebsarten.

## Merkmale
Die Unterscheidung des Italienischen Dohlenkrebses vom Dohlenkrebs nach morphologischen Merkmalen ist unsicher, die verwendeten Merkmale werden von verschiedenen Autoren unterschiedlich gewertet und treffen möglicherweise nicht auf alle Populationen gleichermaßen zu. Zur Unterscheidung nach genetischen Merkmalen vergleiche weiter unten (Abschnitt Taxonomie). Beide Dohlenkrebs-Formen unterscheiden sich vom nahe verwandten Steinkrebs (Austropotamobius torrentium) am leichtesten daran, dass sie seitlich am Carapax hinter der Cervicalfurche (das ist die auffallende halbkreisförmige Naht, die den Carapax bei Sicht von oben in Vorder- und Hinterhälfte teilt) eine Gruppe auffallender Dornen tragen. Dohlenkrebs und Italienischer Dohlenkrebs werden nach folgenden Merkmalen differenziert: Das Rostrum (der spitze Vorsprung des Carapax zwischen den Augen) ist bei A. fulsicianus eher trapezförmig, mit gut ausgebildeten seitlichen Dornen, bei A. pallipes i. e. S. eher dreieckig ohne Rostraldornen oder nur mit warzenartigen Vorsprüngen an ihrer Stelle. Die Oberfläche des Cephalothorax ist bei A. fulsicianus rauer, nicht so glatt wie bei A. pallipes, auch die Scherenoberfläche gröber granuliert. Beim Männchen ist das erste Paar der Gonopoden, der zu Begattungsorganen umgebildeten Extremitäten des Pleon oft mit asymmetrischer Spitze ausgebildet, bei A. pallipes immer symmetrisch. Auffälligere Merkmale wie Größe, Färbung, Form der Scheren oder Länge des Rostrums sind extrem variabel und zur Unterscheidung nicht geeignet.

## Verbreitung
Der Italienische Dohlenkrebs kommt hauptsächlich südlich der Alpen vor. Er lebt in ganz Italien bis zum Süden, in Kärnten (Österreich) sowie in Slowenien, Kroatien und Bosnien. In den Schweizer Kantonen Wallis und Graubünden wurden ebenfalls Populationen nachgewiesen. Im Nordwesten Italiens, im Piemont, existiert ein Gebiet, in dem vermutlich Italienischer Dohlenkrebs und Dohlenkrebs nebeneinander (sympatrisch) vorkommen, teilweise im selben Gewässersystem (in den Flüssen Lemme, Borbera und Scrivia), dies ist auch für einen Teil der französischen Seealpen (Orobische Alpen) anzunehmen. Die Zuordnung einiger im Apennin lebender Populationen ist allerdings schwierig. Vom Balkan existieren Nachweise fast nur in Gewässern, die vom Dinarischen Gebirge zur Adria hin entwässern, in Slowenien und Kroatien, und der Halbinsel Istrien, möglicherweise auch in Bosnien Selten gibt es auch Vorkommen in zur Donau hin entwässernden Zuflüssen. Auch die spanischen Vorkommen gehören zu dieser Art.
Es wurde aufgrund der genetischen Uniformität der spanischen Populationen (mit Randvorkommen auch in Portugal) angenommen, dass diese auf ausgesetzte, wahrscheinlich schon im Mittelalter aus Italien importierte Tiere zurückgehen. Andere Studien fanden dann doch größere genetische Unterschiede, die auch eine bereits voreiszeitliche Differenzierung der Populationen möglich erscheinen lassen. Der Status der spanischen Populationen ist damit bis heute ungeklärt.

## Ökologie und Lebensweise
Der Italienische Dohlenkrebs lebt in sauberen, sauerstoffreichen Gewässern, die mindestens 2,8 Milligramm gelöstes Calcium pro Liter enthalten, er fehlt deshalb in Gebieten mit sauren Gesteinen und sehr weichem Wasser. Er bevorzugt fließende Gewässer mit steinigem oder sandig-steinigem Grund und Seen, diese vor allem im Gebirge. Die Art erträgt nur geringe Wasserverschmutzung.

## Taxonomie
Der Formenkreis des Dohlenkrebses (Austropotamobius pallipes im weiteren Sinne) ist schwierig und bis heute nicht eindeutig geklärt. Während einige Bearbeiter traditionell nur eine Art, mit unterschiedlichen Varietäten, anerkennen, waren von anderen eigenständige Arten und Unterarten z. B. aus Kärnten, aus dem Tessin, aus Spanien und aus Kroatien aufgestellt worden. Durch Vergleich der Basensequenz der MtDNA wurde diese Formenfülle von Grandjean et al. 2000 in zwei Kladen gegliedert, für die sie die Artnamen A. pallipes und A. italicus verwendeten. Alle späteren Konzepte des Italienischen Dohlenkrebses bauen auf der Verwendung in dieser Arbeit auf. Die von den früheren Bearbeitern zur Unterscheidung vorgeschlagenen morphologischen Merkmale erwiesen sich zur Ansprache im Einzelnen als zu variabel, korrelieren aber teilweise mit den genetisch differenzierten Populationen.
Andere genetische Untersuchungen, anhand anderer Sequenzabschnitte, bestätigten die Differenzierung im Kern, ergaben aber teilweise ein komplizierteres und widersprüchliches Bild. Während deshalb die meisten Forscher den Italienischen Dohlenkrebs als eigenständige Art anerkennen, betrachten andere ihn nur als Unterart (oder Populationsgruppe) innerhalb einer weitgefassten Art A. pallipes.
Fratini et al. hielten es für möglich, den Italienischen Dohlenkrebs anhand genetischer Marker in vier Unterarten zu gliedern, diese wären A. italicus italicus, A. italicus carinthiacus, A. italicus carsicus, A. italicus meridionalis, sie entsprechen z. T. bereits früher auf morphologischer Basis aufgestellten Formen oder Unterarten. Nach anderen Studien steht diese Gliederung aber unter erheblichen Vorbehalten.
In Crandalls und De Graves aktualisierter Klassifikation der Flusskrebse der Welt von 2017 wird der Italienische Dohlenkrebs als eigene Art Austropotamobius fulcisianus mit den zwei Unterarten A. f. fulcisianus und A. f. orientalis anerkannt – wobei Austropotamobius italicus carsicus als Synonym letzterer behandelt wird. Das Artepithethon „fulcisianus“ statt „italicus“ wurde damit begründet, dass, wie bereits Manganelli et al. anmerkten, der älteste bekannte Artname für den Italienischen Dohlenkrebs Astacus pallipes var. Fulcisiana Ninni, 1886 sei und dieser Name daher im Sinne der Prioritätsregel Priorität vor Astacus pallipes italicus Faxon, 1914 hat.

## Gefährdung und Schutz
Die Sammelart Austropotamobius pallipes unter Einschluss von A. italicus gilt nach der Roten Liste der IUCN als stark gefährdet (endangered). Obwohl die Art viele Vorkommen, vor allem in tieferen Lagen, durch Gewässerverschmutzung oder morphologischen Gewässerausbau verloren hat, ist die wichtigste Gefährdungsursache Verdrängung durch aus Nordamerika eingeschleppte, exotische Flusskrebs-Arten. Da viele dieser Arten wärmeliebender sind, besitzt sie lokal noch Refugien in den Oberläufen von Fließgewässern. Sobald aber eine amerikanische Art in einem Gewässer etabliert ist, verschwindet der Italienische Dohlenkrebs dort. Dafür ist, neben direkter Konkurrenz, in erster Linie die von den amerikanischen Arten übertragene Krebspest verantwortlich. Es wird deshalb angenommen, dass sie in den letzten Jahrzehnten mehr als die Hälfte ihrer vorherigen Vorkommen verloren hat.
Die Sammelart ist gelistet in Anhang II und Anhang V der Fauna-Flora-Habitat-Richtlinie der EU und in Anhang III der Berner Konvention. Damit sind die Mitgliedsstaaten der Europäischen Union verpflichtet, Schutzmaßnahmen für die Art zu ergreifen, insbesondere spezielle Schutzgebiete zu ihrer Erhaltung auszuweisen. Auch die wirtschaftliche Nutzung kann beschränkt werden. Obwohl die Art früher von fischereilicher Bedeutung war, spielt ihre Nutzung heute wirtschaftlich keine Rolle mehr, obwohl illegale Nutzung (z. B. in Italien) wohl noch vorkommt.